# Taira Inoue
Taira Inoue (japanisch 井上 平 Inoue Taira; * 11. April 1983 in der Präfektur Tokio) ist ein japanischer Fußballspieler.

## Karriere
Inoue erlernte das Fußballspielen in der Universitätsmannschaft der Hōsei-Universität. Seinen ersten Vertrag unterschrieb er 2007 bei Tokyo Verdy. Der Verein spielte in der zweithöchsten Liga des Landes, der J2 League. 2007 wurde er mit dem Verein Vizemeister der J2 League und stieg in die J1 League auf. Am Ende der Saison 2008 stieg der Verein wieder in die J2 League ab. Für den Verein absolvierte er 61 Ligaspiele. 2012 wechselte er zum Ligakonkurrenten FC Gifu. Für den Verein absolvierte er 48 Ligaspiele. 2015 wechselte er zum Drittligisten SC Sagamihara. Für den Verein absolvierte er 55 Ligaspiele. Ende 2016 beendete er seine Karriere als Fußballspieler.